# David II da Escócia
David II (Dunfermline, 5 de março de 1324 – Edimburgo, 22 de fevereiro de 1371) foi o Rei da Escócia de 1329 até sua morte. Era filho de Roberto I e Isabel de Burgh, ascendendo ao trono com apenas cinco anos de idade.

## Primeiros anos
David II era o mais velho e único filho sobrevivente de Roberto I da Escócia, e sua segunda esposa, Isabel de Burgh. Ele nasceu em 5 de março de 1324, no Palácio de Dunfermline, em Fife. Sua mãe morreu em 1327. De acordo com o Tratado de termos de Northampton, David casou-se aos 4 anos em 17 de julho de 1328 com Joana da Torre, filha de Eduardo II da Inglaterra e Isabel de França, em Berwick-upon-Tweed. Eles não tiveram nenhuma descendência.

## Apreciação
Foi o primeiro rei escocês a ser ungido.  Roberto the Bruce seu pai tinha recebido óleo abençoado pelo Papa e permissão de usá-lo na coroação de seu filho. Pela primeira vez um rei era ungido durante sua coroação. O óleo foi passado no corpo do rei, sua cabeça, peito, ombros, axilas, cotovelos e palma das mãos e passava a ser considerado ungido pelo Senhor.
David quase perdeu o que o pai conquistara.
Sir James Douglas, senhor de Douglas foi morto em combate na Espanha em 1330, contra os mouros, e ele levava o coração de Bruce para ser sepultado na Terra Santa. Randulfo, conde de Moray, morrera em 1332 ao preparar-se para enfrentar nova invasão dos ingleses. Poucos anos depois da morte do pai, estavam também mortos dois dos aristocratas mais experientes, de que o jovem rei poderia dispor. No sul, Eduardo III, embora jurasse querer a paz, permitia que Eduardo Balliol (filho de João I Balliol) e os «deserdados»  velejassem a partir do estuário Humber. Balliol conseguiu desembarcar, iludindo as defesas escocesas, em Kinghorn, Fife. Marcharam pelo Fife e em agosto destruíram o exército escocês comandado agora pelo conde de Mar, que morreu na batalha.
Balliol foi coroado em Scone e pouco depois foi expulso de Annan "com bota numa perna e a outra descalça». Tinha o apoio do rei Eduardo, porque lhe oferecera Berwick, em  troca. Tentando libertar a cidade, Archibald Douglas foi vencido e morto na colina de Halidon por uma tropa inglesa em julho de 1333. Em 1334, Balliol prestou homenagem a Eduardo e, além disso, abandonou seus direitos sobre a maior parte do sul da Escócia. Desesperados, os escoceses enviaram David para a França, onde Filipe VI lhe oferecera abrigo.

## Exílio
Passou mais de sete anos exilado, residindo em Château Gaillard e esteve mesmo presente à batalha de Vironfosse, em outubro de 1339. Em sua ausência, numerosos regentes mantiveram o combate, inclusive Robert Bruce, seu parente. Eduardo, pessoalmente, destriu em 1336 a maior parte do nordeste da Escócia mas em 1338 a maré virou - enquanto a chamada Inês Negra, ou «Black Agnes», condessa de March, conseguiu resistir triunfantemente por cinco meses no castelo de Dunbar, a maior oportunidade da Escócia veio quando Eduardo exigiu o trono francês e levou para Flandres seus homens. A Guerra dos Cem Anos com a França tinha começado.  Assim, em nove anos apenas tinha sido esfacelado o reino tão arduamente obtido por Robert Bruce! Os magnatas experientes estavam mortos, o rei no exílio.

## Retorno à Escócia
Mal a economia tinha começado a se recuperar dos golpes, e outra vez apareciam guerras. Uma rebelião de barões escoceses permitiu que retornasse, com ajuda da França. David voltou em 1341 a um país empobrecido, que precisava paz e de bom governo. Mas com ele nada disso teriam. Sua causa tinha sido mantida por John Randolph, 3º conde ou Earl of Moray,  Robert Stewart, Sir Andrew Moray. Eduardo Baliol ainda lhe disputava o trono.
Cinco anos depois, David invadiu a Inglaterra em prol dos interesses franceses, agindo tolamente, e sem ser o guerreiro que o pai fora, deixou-se ferir por flechadas e capturar. Viera decidido a ilustrar a memória do pai, não manteve as tréguas acordadas com a Inglaterra e constantemente realizou incursões pelas terras de fronteira. Em 1346, Filipe VI de França pediu-lhe o favor de uma contra-invasão da Inglaterra, para aliviar a pressão inglesa sobre Calais... Depois da derrota e de sua captura em Neville's Cross, nos arredores de Durham, em 11 de outubro de 1346, teve o exército destruído. Depois de um curto período de convalescença, foi preso na Torre, mais tarde tendo a companhia de Filipe de França. No cativeiro, ainda se tornou amigo de Eduardo III que era afinal seu cunhado...
Eduardo Balliol, que voltara à Escócia, percebeu afinal a futilidade de sua luta e recebeu uma pensão do rei inglês Eduardo III, que tomou a Escócia sob controle direto. Nove ou dez anos depois, David II aceitou pagar por sua liberdade resgate de 100 mil marcos pagáveis em dez anos, e foi devolvido à Escócia em 1357. Seu sobrinho Robert Stewart, neto de Robert Bruce, tinha governado o país como seu guardião. Mas a Escócia estava em lamentável situação, e David foi obrigado a levantar novos impostos. Houvera guerra - a peste negra aparecera.
Pelo Tratado de Berwick, em 1357, para pagar sua liberdade, entregou o país à supremacia inglesa, fraqueza que o fez enfrentar, no fim do reinado, forte oposição da nobreza liderada pelo mesmo Stewart. David não tinha o apoio do Parlamento porque desejava uma união entre a Escócia e a Inglaterra para evitar pagar seu enorme resgate, anualmente. Sem filhos, sua proposta era que, ao morrer, a coroa fosse para Eduardo ou um de seus filhos. Achava que os escoceses iriam apoiá-lo, evitando o pagamento do resgate - mas estava errado. O Tratado trouxe 20 anos de trégua, mas o resgate fez surgirem impostos novos, e os reféns foram abandonados por falta de pagamento em 1363.  Ness ano, David foi a Londres e ofereceu a Eduardo a coroa, caso morresse sem descendentes, desde que a Pedra do Destino (the Stone of Destiny) fosse devolvida para servir na coroação do rei inglês. Mas os escoceses rejeitaram a oferta e ofereceram como alternativa continuarem a pagar o resgate (aumentado agora para 100 mil libras). Em 1366, mandou-se reavaliar de novo  toas as terras leigas e do clero e se descobriu que o valor havia-se reduzido à metade ou mesmo a 2/3 do que valiam em 1286. Uma trégua de 25 anos fora incluída nos novos termos de resgate e em 1369, o tratado de 1365 foi cancelado e um novo tratado assinado em benefício dos escoceses (por influência, é claro, da nova guerra inglesa contra a França). Os 44 mil marcos já pagos seriam deduzidos dos originais 100 mil, de modo que sobravam pagamentos de 4 mil nos próximos 14 anos.
Em 1364 o Parlamento escocês rejeitou a candidatura de Lionel, Duque de Clarence.
Quando em 1377 morreu Eduardo II, ainda havia dívida de 24 mil marcos jamais pagos. David perdera sua popularidade, e perdeu o respeito dos magnatas quando casou com a viúva de um pequeno senhor, ao enviuvar de sua princesa inglesa. Morreria em fevereiro de 1371.  Tinha 46 anos e morria sem herdeiro. Rei incapaz, fraco, sem o patriotismo do pai, foi sucedido pelo sobrinho, filho de uma meia-irmã, que assumiu como Roberto II (1316-1390) e seria o primeiro da Casa de Stewart ou nova dinastia Stuart.

## Julgamento histórico
Seu reino viu o desenvolvimento de novos aspectos da sociedade escocesa como a crescente atribuição da autoridade parlamentar a comitês e comissões. O crescimento do sistema de impostos (necessários para pagar o resgate real) resultou em grande aumento das rendas do rei (os impostos sobre importação quadruplicaram). Mas o aumento dos impostos não significava aumento de produtividade. Também houve reformas legais, mas o maior fator de importância do reinado foi que a Escócia mantivera e assegurara sua independência.

## Casamentos e posteridade
Aos quatro anos de idade, em 17 de julho de 1328, foi casado em Berwick-on-Tweed, Northumberland, com a princesa Joana de Inglaterra (1321-1362) conhecida como Joana da Torre, filha de Isabel Capeto ou Isabel de França, a Loba de França, Rainha consorte da Inglaterra,  e de seu marido Eduardo II - mas se suspeitava ser bastarda, filha de seu amante Rogério Mortimer, 1.º Conde de March. Pelo menos era irmã uterina do rei Eduardo III.
Casou-se uma segunda vez (divorciando-se em 1370) com a antiga amante Margarida ou Margaret Drummond of Logie (?-1375), filha de Sir Malcolm Drummond, viúva de Sir John Logie. Como ela não produziu herdeiros, ele tentou, mas sem êxito, divorciar-se. Poucos escoceses aliás a consideravam digna de ser rainha.
David planejava se casar com sua amante Agnes Dunbar, sobrinha de Agnes Randolph (a chamada «Black Agnes»), quando morreu subitamente.
Sem descendentes, David II foi sucedido por seu sobrinho Roberto, filho de sua meio-irmã Marjorie (filha do primeiro casamento de Roberto I da Escócia), o qual reinou como Roberto II da Escócia.